# Picture Music
Picture Music è un album in studio del compositore tedesco Klaus Schulze, pubblicato nel 1975. 
Venne composto nel 1973, subito dopo l'uscita di Cyborg, ma venne pubblicato soltanto dopo Blackdance.
In questo album, distinto da sonorità meno "sperimentali" e più ritmiche rispetto a quelle dei tre album precedenti, Schulze adoperò un sintetizzatore ARP per generare suoni percussivi.
Picture Music venne ripubblicato con una traccia bonus.

## Tracce
Tutte le tracce vennero composte da Klaus Schulze.
1. Totem – 23:53
2. Mental Door – 23:02
3. C'est pas la même chose (bonus track) – 33:00